# Georg Rydeberg
Olof Georg Rydeberg (ur. 21 lipca 1907 w Göteborgu, zm. 22 lutego 1983 w Sztokholmie) – szwedzki aktor filmowy. Na przestrzeni lat 1932–1981 wystąpił w 75 produkcjach.

## Filmografia
- Powrót z Babilonu (Hem från Babylon, 1941)
- Två kvinnor (1947)
- För min heta ungdoms skull (1952)
- Chleb miłości (Kärlekens bröd, 1953)
- Sędzia (Domaren, 1960)
- Ludzie spotykają się i miła muzyka rodzi się w sercach (Mennesker mødes og sød musik opstår i hjertet, 1967)
- Godzina wilka (Vargtimmen, 1968)
- Göta kanal eller Vem drog ur proppen? (1981)